# Mine de Naica
La mine de Naica est une mine située à proximité du village de Naica, dans la municipalité de Saucillo (es) (État de Chihuahua, Mexique), connue pour ses extraordinaires cristaux de sélénite (une variété de gypse).
La mine de Naica est une mine de plomb, de zinc et d'argent, dans laquelle ont été découvertes de grandes cavités contenant des cristaux de gypse atteignant 1,2 m de diamètre et 11,4 m de longueur, notamment dans la grotte des Cristaux.

## Découverte des grottes de Naica
La grotte principale, la grotte des Cristaux, Cueva de los Cristales en espagnol, est considérée comme l'une des plus belles merveilles souterraines de la Terre.
La grotte a été découverte le 4 décembre 1999 par les frères Eloy (Elo) Delgado et Francisco Javier (François-Xavier) Delgado, alors qu'ils creusaient un tunnel au fond de la mine à une profondeur de 290 mètres sous terre. Les conditions de température (autour de 45 °C) et d'humidité (près de 100 % d'humidité) sont très particulières (cf. infra).
Il existe aussi dans cette mine d'autres grottes, moins spectaculaires, comme la « grotte des Épées » (découverte en 1902), la « grotte des Bougies » (1910), et la « grotte de l'Œil de la Reine » (2000). Cependant, les cristaux de ces autres grottes sont de plus petite taille. Ceci serait dû à une chute rapide de la température qui a provoqué l'arrêt de la croissance des cristaux.
L'accès à ces grottes depuis les galeries de la mine de Naica est strictement réglementé, du fait de l'intérêt scientifique, mais aussi à cause du danger mortel qu'elles représentent.

## Formation des cristaux
La mine de Naica est située sur une ancienne faille, et une chambre de magma chauffe la grotte. Les eaux chaudes souterraines sont saturées en éléments chimiques rendant propice la croissance minérale. Ces conditions extrêmes expliquent la formation de ces cristaux géants : la grotte était inondée par les eaux de rivières thermales très chaudes (environ 50 °C) et l'exploitation de la mine a nécessité le pompage de l'eau. La chaleur qui règne dans cette grotte a permis à des éléments chimiques, comme le calcium et le soufre de se combiner pour donner naissance à ces magnifiques cristaux.
Les cristaux de gypse de Naica font partie des plus grands du monde, le plus long atteignant 11,4 mètres de longueur.
On estime que la formation des cristaux de gypse a commencé il y a environ 600 000 ans, et s'est interrompue il y a environ 30 ans, quand l'eau a été pompée (on pompe 1 000 litres d'eau à 56 °C à la seconde à Naica) pour exploiter la mine. Dès que l'exploitation minière s'arrêtera, les pompes seront coupées et la grotte sera de nouveau envahie d'eau et la croissance des cristaux reprendra (2015).
L'équipe italienne de Anna Maria Mercuri[Qui ?] a retrouvé dans des bulles incluses dans les cristaux de gypse des pollens vieux de 30 000 ans. Ces pollens sont venus de la surface par les eaux d'infiltration et suggèrent qu'à cette époque la flore de surface était toute différente du désert actuel.

## Exploration et recherche scientifique

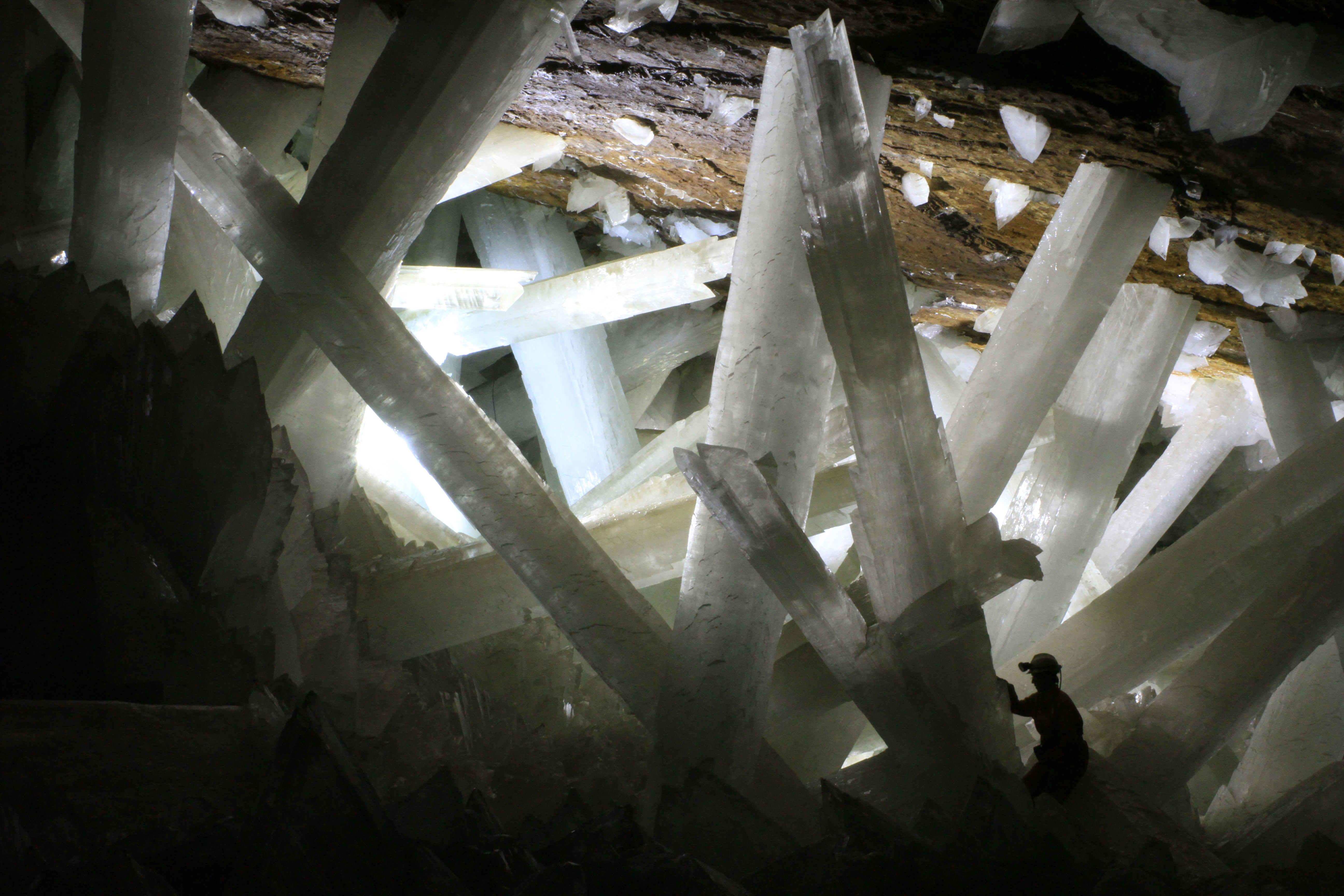
La salle principale de la grotte des Cristaux. Notez la taille de l'homme en bas à droite de la photo par rapport aux cristaux pour se rendre compte de leur taille réelle.

À l'intérieur de la grotte, en forme de fer à cheval, il règne une température de 44 °C et une humidité relative proche de 100 % : l'humidité extrême double le ressenti de chaleur. De ce fait, sans  équipement spécial et adapté, un homme ne peut y rester plus d'une dizaine de minutes.
À cet effet, les scientifiques ont dû concevoir des tenues spéciales pour pouvoir explorer les grottes. Ils doivent d'abord revêtir de multiples combinaisons qui résistent à la chaleur, dont une contenant des tubes remplis d'eau gelée. Ils doivent aussi porter un masque à gaz, relié à un gros sac à dos. L'air qui y est propulsé est réfrigéré grâce à de la glace. La présence du masque est indispensable, car l'eau à l'état gazeux contenue dans un air saturé à 44 °C se condenserait dans les poumons, là où la température du corps est plus faible, proche de 37 °C. Le point de saturation dépend de la température, c'est le même phénomène qui provoque la buée ou la rosée. La condensation d'eau dans les poumons peut rapidement créer une gêne respiratoire. Avec cet équipement, les explorateurs peuvent parcourir la grotte pendant environ 50 minutes.
Les cristaux se sont formés il y a environ 500 000 ans, ce qui est une date géologiquement récente. Cette « jeunesse » géologique permet donc de mieux comprendre comment des cristaux tels que ceux-ci se forment, et permet d'étudier précisément la croissance des cristaux se trouvant dans la grotte, avant que le temps ou d'autres phénomènes n'aient pu les altérer.

## Le devenir des grottes
Lorsque les mines de Naica seront épuisées, et que l'activité minière ne sera plus rentable, il est fort probable qu'elles soient de nouveau inondées par les eaux, ce qui interdirait l'accès aux cristaux. Cette immersion assurera leur protection, car les activités humaines les dégradent. Les recherches actuelles visent à maximiser les informations collectées afin de pouvoir continuer l'analyse scientifique après cette date.

## Galerie

Minéraux de la mine de Naica
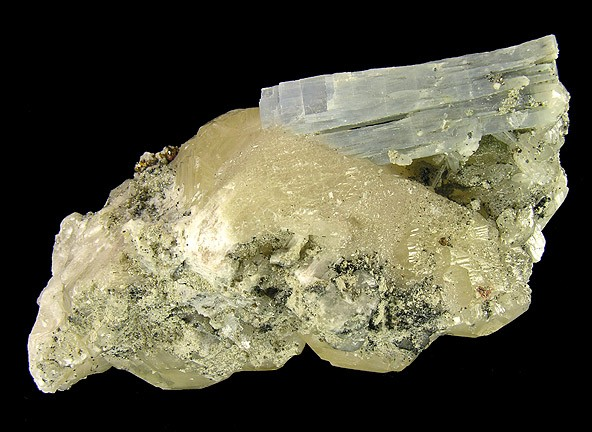
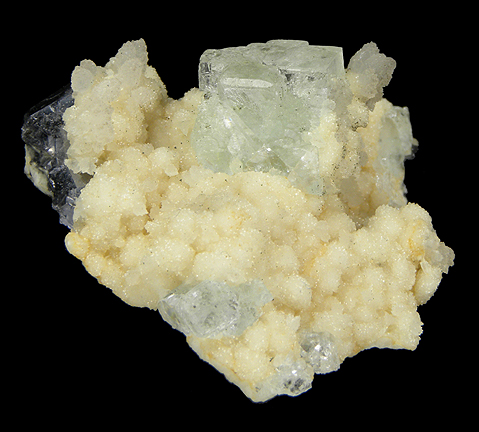
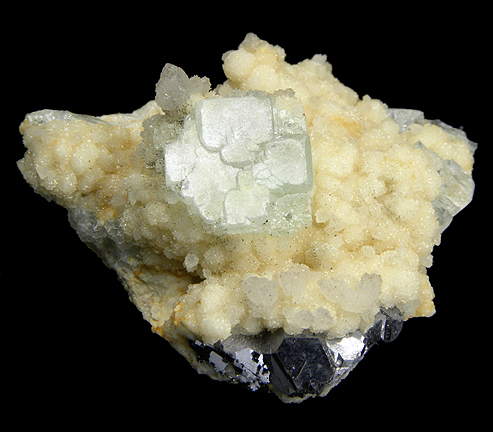
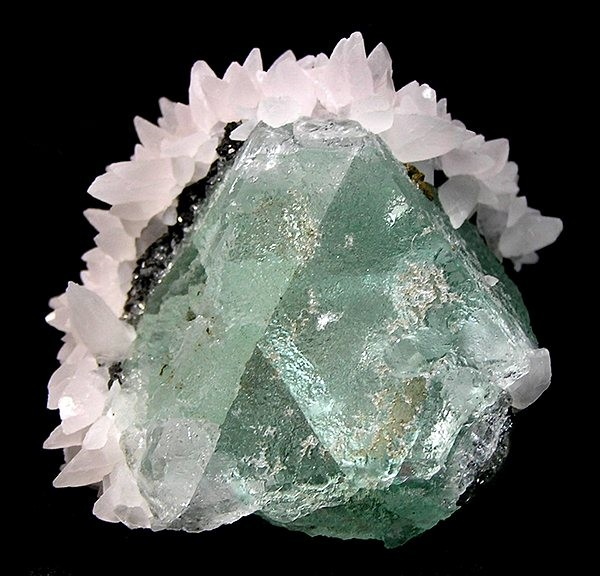
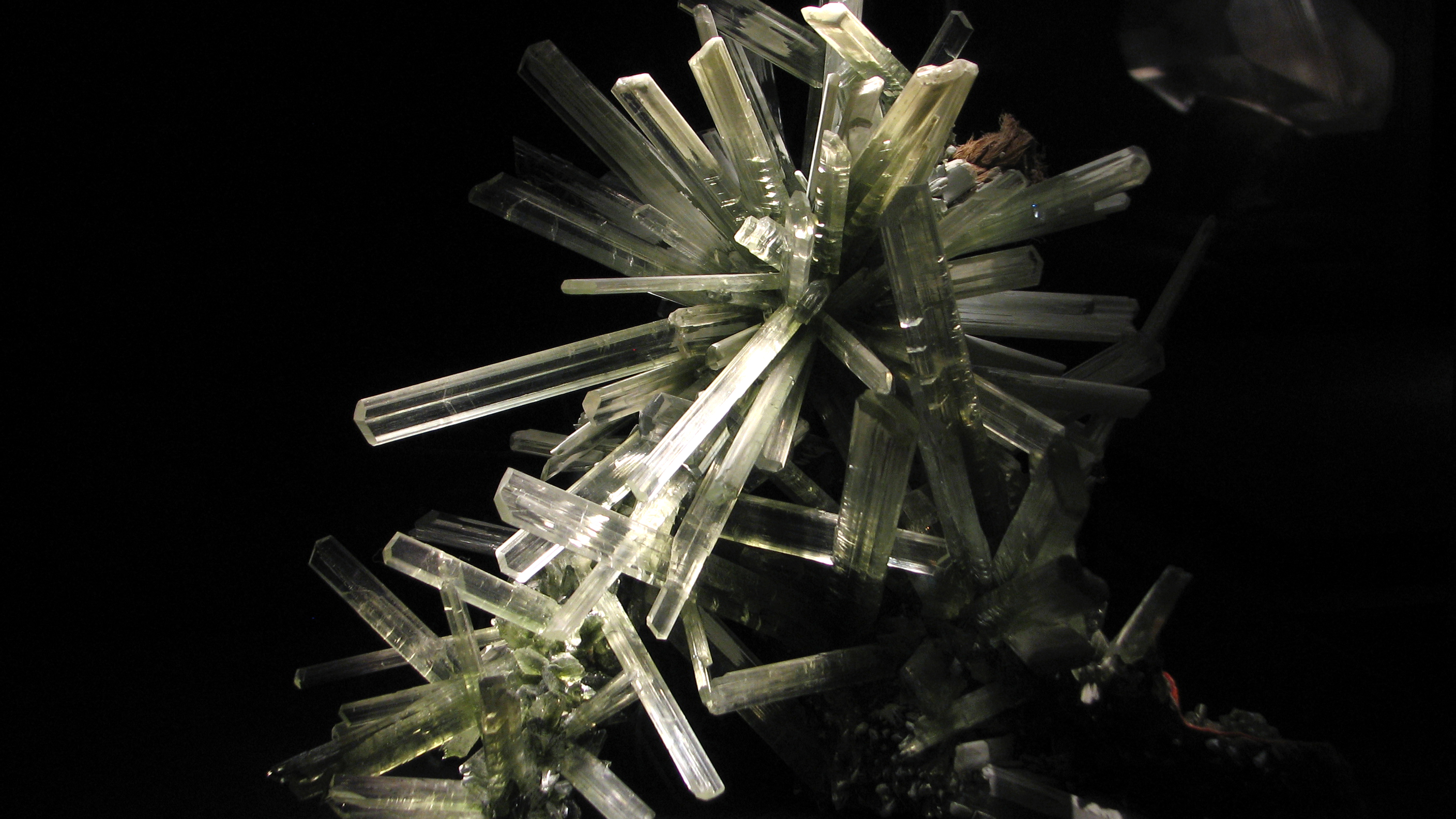

### Sources
- Géo Ado numéro 73 (mars 2009) : pages 8–9
- Naica, la grotte aux cristaux géants de Ruben Korenfeld, documentaire de 90 min, France-Italie, 2008
- Naica, la caverne aux cristaux de Gonzalo Infante, documentaire de 60 min, Mexique-Canada, 2010
- (en)« Formation of natural gypsum megacrystals in Naica, Mexico, » García-Ruiz, Juan Manuel, 2007, Geology, 35(4) : p. 327 DOI 10.1130/G23393A.1